# 인흥군 (왕족)
인흥군 이영(仁興君 李瑛, 1604년 2월 7일 ~ 1651년 11월 25일)은 조선의 왕족으로, 선조의 12번째 서자이며 정빈 민씨(靜嬪 閔氏) 소생이다. 자는 가온(可韞), 호는 취은(醉隱)·월창(月窓), 시호는 효숙(孝肅)·정효(靖孝)이다.
1604년 태어나 1608년(광해군 즉위) 유영경의 옥사 직후 정운원종공신 1등(定運功臣一等)에 책록되었으며 1610년(광해군 2년)에 봉군되었다. 1614년(광해군 6년) 8월 27일 위성원종공신 1등(衛聖原從功臣)에 책록되었다.
이괄의 난 때 반란군의 공초(供招)에 언급되며 관련 여부를 의심받았지만 별달리 심화되지는 않았으며, 1628년 유효립의 모반 사건 때 동복형 인성군(仁城君)이 왕으로 추대되었다는 사실이 밝혀지자 또한 의심받으며 위리안치(圍籬安置)시키라는 의견이 나왔지만 인조가 적극 비호하여 무사하였다. 1649년(효종 원년) 사은사(謝恩使)로 차출되어 청나라로 갔다. 1651년(효종 2년) 11월 25일 졸했다.

## 저서
- 《선군유권》(先君遺卷), 아들 낭선군 오가 정리한 것

## 가계
- 아버지 : 선조(宣祖, 1552 ~ 1608)
- 어머니 : 정빈 민씨(靜嬪 閔氏, 1567 ~ 1626)
  - 형 : 인성군 공(仁城君 珙)
  - 누나 : 정인옹주(貞仁翁主)
  - 누나 : 정선옹주(貞善翁主)
  - 누나 : 정근옹주(貞謹翁主)
- 부인 : 송철현(宋哲賢, 1608 ~ ?) - 호성군(壺城君) 송희업(宋熙業)의 장녀[1]
  - 장남 : 낭선군 우(郞善君 俁, 1637 ~ ?)
  - 며느리 : 동돈녕(同敦寧) 증 판서(贈 判書) 성운한(成雲翰)의 딸
  - 며느리 : 증 판서(贈 判書) 이세미(李世美)의 딸
  - 며느리(양첩) : 도숙(道淑) 
    - 서손자 : 성평군 탁(星坪君 濯, 1663 ~ ?) → 능풍군 이명에게 출계

  - 며느리(측실) : 노비 승화(承化)
    - 서손녀 : 이임(李任, 1670 ~ ?)
    - 손자 : 성창군 유(星昌君 濡)(서)

  - 차남 : 낭원군 간(郞原君 偘, 1640 ~ ?)
    - 손자 : 전평군 곽(全坪君 漷, 1635 ~ ?) → 백부인 낭선군 이오에게 출계
    - 손자 : 전성부정 준(全城副正 濬, 1661 ~ ?)
    - 손자 : 전성군 혼(全城君 混)
    - 손자 : 전계군 부(全溪君 溥, 1664 ~ ?)
    - 손자 : 전산군 심(全山君 深, 1666 ~ ?)
    - 손자 : 이종열(李終悅, 1670 ~ ?)
    - 손자 : 이극열(李極悅, 1673 ~ ?)
    - 손자 : 전천군 척(全川君 滌)
    - 손자 : 전안군 황(全安君 潢)
    - 손자 : 청림군 담(淸林君 潭)(서)
    - 손자 : 청양군 용(淸陽君 溶)(서)
    - 손자 : 청녕수 수(淸寧守 洙)(서)

  - 장녀 : 전주 이씨(1644 ~ ?)
  - 사위 : 양주 조씨 - 조태개(趙泰開)
  - 차녀 : 전주 이씨(1648 ~ ?)
  - 사위 : 한산 이씨 - 이수문(李秀文)
- 양첩 : 말환(唜環)
  - 3녀(서녀) : 이천렬(李天烈, 1625 ~ ?)
  - 사위 : 파평 윤씨 - 윤민성(尹敏聖) 
    - 외손자 : 윤필창(尹必昌, 1645 ~ ?)
    - 외손녀 : 윤숙경(尹淑敬, 1649 ~ ?)
    - 외손녀 : 윤필경(尹必敬, 1652 ~ ?)
    - 외손자 : 윤필명(尹必命, 1659 ~ ?)
    - 외손자 : 윤필수(尹必壽, 1663 ~ ?)

## 묘소
인흥군 묘 및 신도비는 경기도 포천시 영중면 양문리에 있다. 1986년 4월 9일 포천시의 향토유적 제28호로 지정되었다.

## 기타
그의 낭선군은 아버지 인흥군이 남긴 글과 각종 필적(筆跡)을 정리하는데 무척 공을 들였다 한다.
조카 해원군 이건은 그가 남긴 글씨와 서예작, 그림 등을 모아 숙부인흥군가장(叔父仁興君家狀)을 엮었다.
1. ↑  정순옹주의 고손녀